# La Vengeance Anarchiste
La Vengeance Anarchiste est un journal anarchiste publié dans la première partie de 1883 par différents anarchistes. Ce journal, qui se présente comme successeur de L'Étendard révolutionnaire rassemble en particulier Louise Michel ou encore Émile Gautier. Il s'interrompt après son deuxième numéro.
Dans son premier numéro, Marguerite Leloup publie un article remarqué sur les femmes et la lutte anarchiste.

## Histoire

### Contexte
Au XIXe siècle, l'anarchisme naît et se constitue en Europe avant de se propager. Les anarchistes défendent la lutte contre toutes formes de domination perçues comme injustes, en premier lieu la domination économique, avec le développement du capitalisme. Ils sont particulièrement opposés à l'État, vu comme une institution permettant d'entériner ces dominations au travers de sa police, son armée et sa propagande.

### La Vengeance Anarchiste
La Vengeance Anarchiste est fondée en mars 1883 à Paris par un groupe d'anarchistes. Le journal se présente comme le successeur de L'Étendard révolutionnaire lyonnais. Publié sur deux numéros uniquement avant de s'interrompre, les seules signatures d'articles dans le journal sont celles de Louise Michel, Émile Gautier et Marguerite Leloup. Louis Duprat est en charge de récolter les fonds pour le journal avant qu'il ne se lance.
Il s'agit d'une des rares publications politiques de l'histoire à revendiquer le terme de vengeance en lui donnant un aspect positif. L'historien de la presse anarchiste René Bianco y remarque l'article sur Johann Most et La femme anarchiste par Marguerite Leloup.

### La femme anarchiste

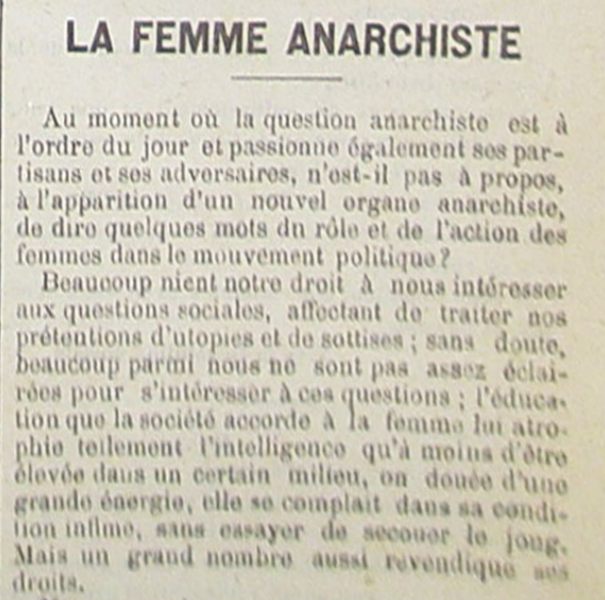
Début de l'article de Leloup dans le journal - courtoisie dArchives anarchistes

Dans l'étude qu'elle fait des anarchistes de cette période, l'historienne Marie-Pierre Tardif remarque que le texte de Leloup est l'un des premiers textes anarchistes écrits par une anarchiste qui ne serait pas Louise Michel. De plus, dans cet article, Leloup met en exergue plusieurs éléments que Tardif relève, comme le fait qu'elle mentionne la place différenciée des femmes au sein des cercles anarchistes de la période.
Elle relève que « le rôle des femmes reste limité en raison des préjugés de genre qui les écartent du politique » ou encore que les femmes sont moins bien éduquées que les hommes, ce qui les place en situation d'infériorité intellectuelle. Cependant, Leloup ne se résigne pas à la situation et soutient que plusieurs anarchistes réclament leurs droits et une place au sein du mouvement. Dans les perspectives de l'autrice, la « femme anarchiste » est présentée comme « une militante qui s’engage aux côtés des hommes dans la lutte révolutionnaire tout en cherchant à améliorer sa propre situation sociale ».

## Publications

### Premier numéro (6 mars 1883) (courtoisie d'Archives anarchistes)
- Vengeance Anarchiste, explication des motivations du journal et soutien à la propagande par le fait
- Aux anarchistes, appel au soutien des anarchistes et « déclaration de guerre » à la bourgeoisie
- Anarchie par Louise Michel, texte poétique et philosophique donnant une définition de l'anarchie
- Une pensée par Émile Gautier, court texte sur l'anarchisme depuis sa cellule de prison
- Cris de vengeance, extraits de Rabelais et d'Anarcharsis Cloots soutenant la propagande par le fait
- Procès de Lyon, soutien à la « justice vengeresse du peuple » contre la justice étatique
- Avis aux anarchistes, appel à une réunion « très importante et très urgente »
- Le Capitalicide, explication de bases théoriques anarchistes et appel à tuer les capitalistes
- Johann Most, revenant sur la trajectoire de Johann Most, théoricien de la propagande par le fait
- Mouvement international, soutien des paysans qui se révoltent en Espagne et situation en Italie
- La femme anarchiste de Marguerite Leloup, féminisme de la première vague
- Nos amis, correspondance de plusieurs groupes anarchistes soutenant la publication (Saint-Pierre-les-Martigues, Amiens, Villequier, Robiac)
- La Tribune des Jeunes, soutien à la révolution anarchiste de la part de la jeunesse